# Puchar Wysp Owczych w piłce nożnej (1987)
Puchar Wysp Owczych w piłce nożnej mężczyzn 1987 (far. Løgmanssteypið) – 41. edycja rozgrywek mających na celu wyłonienie zdobywcy Pucharu Wysp Owczych. Tytułu bronił klub NSÍ Runavík, a przejął go HB Tórshavn.

## Uczestnicy
W Pucharze Wysp Owczych wzięły udział drużyny ze wszystkich poziomów ligowych na archipelagu.
| Grający od rundy eliminacyjnej                                                            | Grający od rundy wstępnej | Grający od rundy eliminacyjnej                                                                                  | Grający od rundy eliminacyjnej                         | Grający od rundy eliminacyjnej | Grający od rundy wstępnej |
| 1. deild 1987 8 drużyn                                                                    | 1. deild 1987 8 drużyn    | 2. deild 1987 8 drużyn                                                                                          | 3. deild 1987 4 drużyny                                | 4. deild 1987 2 drużyny        | 4. deild 1987 2 drużyny   |
| - B68 Toftir - KÍ Klaksvík - LÍF Leirvík - GÍ Gøta - NSÍ Runavík - TB Tvøroyri - VB Vágur | - HB Tórshavn             | - B36 Tórshavn - B71 Sandoy - EB Eiði - ÍF Fuglafjørður - MB Miðvágur - Royn Hvalba - SÍ Sumba - SÍF Sandavágur | - Fram Tórshavn - ÍF Streymur - SÍ Sørvágur - Skála ÍF | - AB Argir                     | - SB Strendur             |

## Terminarz
| Runda              | Data pierwszego meczu                  | Data drugiego meczu | Uwagi                                                               |
| ------------------ | -------------------------------------- | ------------------- | ------------------------------------------------------------------- |
| Runda wstępna      | 12 kwietnia 1987                       | nie rozgrywa się    | Udział rozpoczęły HB Tórshavn i SB Strendur.                        |
| Runda eliminacyjna | 20, 22 kwietnia, 28, 30 i 31 maja 1987 | nie rozgrywa się    | Udział rozpoczęły pozostałe drużyny ze wszystkich poziomów ligowych |
| Ćwierćfinał        | 5 i 8 czerwca 1987                     | nie rozgrywa się    |                                                                     |
| Półfinał           | 27 czerwca i 5 lipca 1987              | 12 lipca 1987       |                                                                     |
| Finał              | 2 sierpnia 1987                        | 19 sierpnia 1987    | Rozegrano drugi mecz finałowy z uwagi na remis w pierwszym.         |

## Runda wstępna
| 12 kwietnia 1987 | HB Tórshavn | 0:0 (wo.) | SB Strendur |                                     |
|                  |             |           |             | Gundadalur (ovari vøllur), Tórshavn |

## Runda eliminacyjna

### 1. runda
| Drużyna 1        | Wynik | Drużyna 2      |
| ---------------- | ----- | -------------- |
| 20 kwietnia 1987 |       |                |
| KÍ Klaksvík      | 6:0   | AB Argir       |
| HB Tórshavn      | 9:0   | Skála ÍF       |
| GÍ Gøta          | 6:3   | MB Miðvágur    |
| SÍ Sørvágur      | 1:3   | TB Tvøroyri    |
| 22 kwietnia 1987 |       |                |
| EB Eiði          | 2:1   | SÍF Sandavágur |

| 20 kwietnia 1987    | KÍ Klaksvík | 6:0 | AB Argir |                                                                 |
|                     |             |     |          | við Djúpumýrar, Klaksvík Sędzia: Hermann Jacobsen (LÍF Leirvík) |
| Karl Marius Poulsen |             |     |          |                                                                 |

| 20 kwietnia 1987 | HB Tórshavn                                                                              | 9:0   | Skála ÍF |                                                                                 |
|                  | Gunnar Mohr · Kári Reynheim · Súni Jacobsen · Jan Dam · Jóannes Jakobsen · Julian Hansen | (3:0) |          | Gundadalur (niðari vøllur), Tórshavn Sędzia: Baldvin Baldvinsson (B36 Tórshavn) |
| Heðin Askham     |                                                                                          | (3:0) |          | Gundadalur (niðari vøllur), Tórshavn Sędzia: Baldvin Baldvinsson (B36 Tórshavn) |

| 20 kwietnia 1987 | GÍ Gøta | 6:3 | MB Miðvágur |                                                             |
|                  |         |     |             | Sarpugerði, Norðragøta Sędzia: Øssur Mohr (ÍF Fuglafjørður) |

| 20 kwietnia 1987 | SÍ Sørvágur         | 1:3 | TB Tvøroyri |                                                               |
|                  |                     |     |             | á Dungasandi, Sørvágur Sędzia: Harry Benjaminsen (B68 Toftir) |
| Petur Eiriksson  | Ingolfur Ingolfsson |     |             |                                                               |

| 22 kwietnia 1987 | EB Eiði         | 2:1 | SÍF Sandavágur |                                               |
|                  |                 |     |                | á Mølini, Eiði Sędzia: Agga Joensen (GÍ Gøta) |
|                  | Jonhard Joensen |     |                |                                               |

### 2. runda
| Drużyna 1     | Wynik        | Drużyna 2       |
| ------------- | ------------ | --------------- |
| 28 maja 1987  |              |                 |
| HB Tórshavn   | 6:0          | VB Vágur        |
| EB Eiði       | 2:2 (k. 2:3) | ÍF Streymur     |
| B68 Toftir    | 3:3 (k. 3:1) | GÍ Gøta         |
| TB Tvøroyri   | 4:1          | LÍF Leirvík     |
| B36 Tórshavn  | 4:2          | KÍ Klaksvík     |
| NSÍ Runavík   | 0:2          | ÍF Fuglafjørður |
| 30 maja 1987  |              |                 |
| Royn Hvalba   | 9:3          | SÍ Sumba        |
| 31 maja 1987  |              |                 |
| Fram Tórshavn | 1:4          | B71 Sandoy      |

| 28 maja 1987 | HB Tórshavn                                                | 6:0   | VB Vágur |                                                                                |
|              | Kári Reynheim · Julian Hansen · Kári Nielsen · Gunnar Mohr | (2:0) |          | Gundadalur (ovari vøllur), Tórshavn Sędzia: Baldvin Baldvinsson (B36 Tórshavn) |

| 28 maja 1987      | EB Eiði                                     | 2:2 (pd.)               | ÍF Streymur                                         |                                                 |
|                   | Unnsteinn Ólafsson 29' · Konrad Joensen 31' | (2:1, 2:2, 2:2, k. 2:3) | 45' Finnbjørn Zachariasen · 50' Jógvan Páll Joensen | á Mølini, Eiði Sędzia: Emil Jacobsen (Skála ÍF) |
| Suni í Kollsbyrgi | Hanus Brekká · André Magnussen              | (2:1, 2:2, 2:2, k. 2:3) |                                                     | á Mølini, Eiði Sędzia: Emil Jacobsen (Skála ÍF) |

| 28 maja 1987 | B68 Toftir                                      | 3:3 (pd.)               | GÍ Gøta                                                        |                                                         |
|              | Petur Hans Hansen 30' · Aksel Højgaard 61', 66' | (1:2, 3:3, 3:3, k. 3:1) | 17', 80' Símun Petur Justinussen · 36' Hans Leo í Bartalsstovu | Svangaskarð, Toftir Sędzia: Holger Hansen (HB Tórshavn) |

| 28 maja 1987 | TB Tvøroyri   | 4:1   | LÍF Leirvík |                                                          |
|              |               | (0:0) |             | Sevmýri, Tvøroyri Sędzia: Kim Ejdesgaard (Fram Tórshavn) |
|              | Kartin Hansen | (0:0) |             | Sevmýri, Tvøroyri Sędzia: Kim Ejdesgaard (Fram Tórshavn) |

| 28 maja 1987    | B36 Tórshavn                       | 4:2 | KÍ Klaksvík                      |                                                                        |
|                 | Bergur Magnussen · Kári Gullfoss   |     | Kurt Mørkøre · Poul Erik Nielsen | Gundadalur (niðari vøllur), Tórshavn Sędzia: Egga Jensen (HB Tórshavn) |
| Martin Heinesen | Karl Marius Poulsen · Kurt Mørkøre |     |                                  | Gundadalur (niðari vøllur), Tórshavn Sędzia: Egga Jensen (HB Tórshavn) |

| 28 maja 1987 | NSÍ Runavík | 0:2   | ÍF Fuglafjørður                            |                                                         |
|              |             | (0:1) | 5' Margeir Hansen · 72' Peter William Lowe | við Løkin, Runavík Sędzia: Niklas á Líðarenda (GÍ Gøta) |

| 30 maja 1987 | Royn Hvalba | 9:3 | SÍ Sumba |                                                              |
|              |             |     |          | á Skørðunum, Hvalba Sędzia: Egill Steintórsson (TB Tvøroyri) |

| 31 maja 1987     | Fram Tórshavn | 1:4 | B71 Sandoy |                                                                         |
|                  |               |     |            | Gundadalur (ovari vøllur), Tórshavn Sędzia: Magnus Fuglø (B36 Tórshavn) |
| Marnar Andreasen |               |     |            |                                                                         |

## Runda finałowa

### Ćwierćfinały
| Drużyna 1      | Wynik | Drużyna 2       |
| -------------- | ----- | --------------- |
| 5 czerwca 1987 |       |                 |
| TB Tvøroyri    | 1:0   | Royn Hvalba     |
| 8 czerwca 1987 |       |                 |
| ÍF Streymur    | 0:3   | ÍF Fuglafjørður |
| B71 Sandoy     | 0:1   | HB Tórshavn     |
| B36 Tórshavn   | 5:0   | B68 Toftir      |

| 5 czerwca 1987 | TB Tvøroyri         | 1:0 | Royn Hvalba |                                                         |
|                | Ingolfur Ingolfsson |     |             | Sevmýri, Tvøroyri Sędzia: Poul Erik Jacobsen (SÍ Sumba) |

| 8 czerwca 1987 | ÍF Streymur         | 0:3 | ÍF Fuglafjørður                                                  |                                                       |
|                |                     |     | Peter William Lowe · Gordon Martin Midjord · Ólavur Ellingsgaard | við Margáir, Streymnes Sędzia: Agga Joensen (GÍ Gøta) |
|                | Ólavur Ellingsgaard |     |                                                                  | við Margáir, Streymnes Sędzia: Agga Joensen (GÍ Gøta) |

| 8 czerwca 1987 | B71 Sandoy | 0:1   | HB Tórshavn      |                                                             |
|                |            | (0:0) | Jóannes Jakobsen | inni í Dal, Sandur Sędzia: Herman Midjord (ÍF Fuglafjørður) |

| 8 czerwca 1987 | B36 Tórshavn                                             | 5:0   | B68 Toftir |                                                                              |
|                | Abraham Løkin 45' · ? · Kári Gullfoss · Bergur Magnussen | (1:0) |            | Gundadalur (ovari vøllur), Tórshavn Sędzia: Sólbjørn Mortensen (HB Tórshavn) |
|                | Meinhard Jacobsen · Jógvan Martin Olsen                  | (1:0) |            | Gundadalur (ovari vøllur), Tórshavn Sędzia: Sólbjørn Mortensen (HB Tórshavn) |

### Półfinały
| Drużyna 1                            | Wynik dwumeczu | Drużyna 2    | Pierwszy mecz | Drugi mecz |
| ------------------------------------ | -------------- | ------------ | ------------- | ---------- |
| ÍF Fuglafjørður                      | 3 – 2          | B36 Tórshavn | 3:0           | 0:2        |
| HB Tórshavn                          | 2 – 1          | TB Tvøroyri  | 2:0           | 0:1        |
| Po lewej gospodarz pierwszego meczu. |                |              |               |            |

#### Pierwsze mecze
| 27 czerwca 1987                      | ÍF Fuglafjørður                     | 3:0 | B36 Tórshavn |                                                                 |
|                                      |                                     |     |              | í Fløtugerði, Fuglafjørður Sędzia: Niklas á Líðarenda (GÍ Gøta) |
| Kjartan Hentze · Ólavur Ellingsgaard | Sámal Hansen · Jákup Símun Simonsen |     |              |                                                                 |

| 5 lipca 1987 | HB Tórshavn                    | 2:0   | TB Tvøroyri |                                                                                |
|              | Kári Nielsen 21' · Jan Dam 48' | (1:0) |             | Gundadalur (ovari vøllur), Tórshavn Sędzia: Baldvin Baldvinsson (B36 Tórshavn) |

#### Rewanże
| 12 lipca 1987    | B36 Tórshavn                             | 2:0   | ÍF Fuglafjørður |                                                                          |
|                  | Bergur Magnussen 13' · Kári Gullfoss 64' | (1:0) |                 | Gundadalur (ovari vøllur), Tórshavn Sędzia: Jóhan Carl Dam (HB Tórshavn) |
| Meinhardt Dalbúð | Einar Toftegaard                         | (1:0) |                 | Gundadalur (ovari vøllur), Tórshavn Sędzia: Jóhan Carl Dam (HB Tórshavn) |

| 12 lipca 1987 | TB Tvøroyri           | 1:0   | HB Tórshavn |                                                          |
|               | Egill Steinþórsson 6' | (1:0) |             | Sevmýri, Tvøroyri Sędzia: Petur Erhard Kjærbo (SÍ Sumba) |

### Finał
| Drużyna 1                            | Wynik dwumeczu | Drużyna 2       | Pierwszy mecz | Drugi mecz |
| ------------------------------------ | -------------- | --------------- | ------------- | ---------- |
| HB Tórshavn                          | 5 – 2          | ÍF Fuglafjørður | 2:2           | 3:0        |
| Po lewej gospodarz pierwszego meczu. |                |                 |               |            |

#### Pierwszy mecz
| 2 sierpnia 1987 | HB Tórshavn · Kári Nielsen · Bjarni Jakobsen | 2:2(0:0)Raport | ÍF Fuglafjørður · 60' Torfinn Hansen | Gundadalur (ovari vøllur), Tórshavn Sędzia: Agga Joensen (GÍ Gøta) |
|                 | kartki: · Julian Hansen                      |                |                                      |                                                                    |

|               |    |                        |
|               |    |                        |
| BR            | 1  | Andreas Hansen         |
| OB            | 3  | Heðin Joensen          |
| OB            | 5  | Heðin Askham           |
| OB            | 6  | Jóannes Jakobsen (C)   |
| OB            | 9  | Jan Dam                |
| OB            | 10 | Julian Hansen          |
| OB            | 13 | Niels Pauli Jacobsen   |
| PO            | 2  | Bjarni Jakobsen        |
| PO            | 14 | Rói Árting             |
| PO            | 17 | Kári Reynheim          |
| NA            | 7  | Kári Nielsen           |
| Rezerwowi:    |    |                        |
| BR            | 12 | Hans Pauli Kristiansen |
| OB            | 15 | Hákun Djurhuus         |
| PO            | 4  | Høgni í Stórustovu     |
| PO            | 8  | Bogi Dam               |
| Trener:       |    |                        |
| Jóhan Nielsen |    |                        |

|              |    |                       |
|              |    |                       |
| BR           | 1  | Páll Guðlaugsson      |
| OB           | 3  | Torkil Hansen         |
| OB           | 4  | Kristian Petersen (C) |
| OB           | 5  | Bogi Lervig           |
| OB           | 8  | Margeir Hansen        |
| OB           | 9  | Steven John Comer     |
| PO           | 2  | Kjartan Hentze        |
| PO           | 6  | Ólavur Christiansen   |
| PO           | 7  | Gordon Martin Midjord |
| PO           | 11 | Birgir Thomsen        |
| PO           | 13 | Einar Toftegaard      |
| PO           | 16 | Petur Ovi Hansen      |
| NA           | 10 | Ólavur Ellingsgaard   |
| NA           | 12 | Eyðun á Lakjuni       |
| NA           | 14 | Peter William Lowe    |
| ??           | 15 | Kristmar Johannesen   |
| Trener:      |    |                       |
| Bobby Bolton |    |                       |

#### Rewanż
| 19 sierpnia 1987 19:00 WEST | ÍF Fuglafjørður | 0:3(0:1)Raport | HB Tórshavn · Bjarni Jakobsen · Julian Hansen · Kári Reynheim | Gundadalur (ovari vøllur), Tórshavn Sędzia: Agga Joensen (GÍ Gøta) |
|                             |                 |                |                                                               |                                                                    |

|              |    |                       |
|              |    |                       |
| BR           | 1  | Páll Guðlaugsson      |
| OB           | 3  | Torkil Hansen         |
| OB           | 4  | Kristian Petersen (C) |
| OB           | 5  | Bogi Lervig           |
| OB           | 8  | Margeir Hansen        |
| OB           | 9  | Steven John Comer     |
| PO           | 6  | Ólavur Christiansen   |
| PO           | 7  | Gordon Martin Midjord |
| PO           | 11 | Birgir Thomsen        |
| NA           | 10 | Ólavur Ellingsgaard   |
| NA           | 14 | Peter William Lowe    |
| Rezerwowi:   |    |                       |
| BR           | 12 | Brestir Jensen        |
| PO           | 2  | Einar Toftegaard      |
| PO           | 16 | Petur Ovi Hansen      |
| NA           | 15 | Eyðun á Lakjuni       |
| ??           | 18 | Bobby Bolton          |
| Trener:      |    |                       |
| Bobby Bolton |    |                       |

|               |    |                      |
|               |    |                      |
| BR            | 1  | Andreas Hansen       |
| OB            | 5  | Heðin Askham         |
| OB            | 6  | Jóannes Jakobsen (C) |
| OB            | 9  | Jan Dam              |
| OB            | 10 | Julian Hansen        |
| OB            | 13 | Niels Pauli Jacobsen |
| PO            | 2  | Bjarni Jakobsen      |
| PO            | 4  | Høgni í Stórustovu   |
| PO            | 14 | Rói Árting           |
| PO            | 17 | Kári Reynheim        |
| NA            | 7  | Kári Nielsen         |
| Rezerwowi:    |    |                      |
| BR            | 12 | Jógvan av Kák        |
| OB            | 3  | Heðin Joensen        |
| PO            | 16 | Regin Nolsøe         |
| NA            | 15 | Ivan Weihe           |
| Trener:       |    |                      |
| Jóhan Nielsen |    |                      |

| Zdobywca Pucharu Wysp Owczych 1987 |
| HB Tórshavn 20. tytuł              |
| ---------------------------------- |